# Route nationale 120 (Japon)
Pour les articles homonymes, voir Route nationale 120 (homonymie).
La route nationale 120 (国道120号, Kokudō120gō) est une voie routière située sur l'île d'Honshū au Japon. Elle relie les villes de Nikkō et Numata en traversant les deux préfectures de Tochigi et Gunma, dans le Nord-Ouest de la région de Kantō.

## Histoire

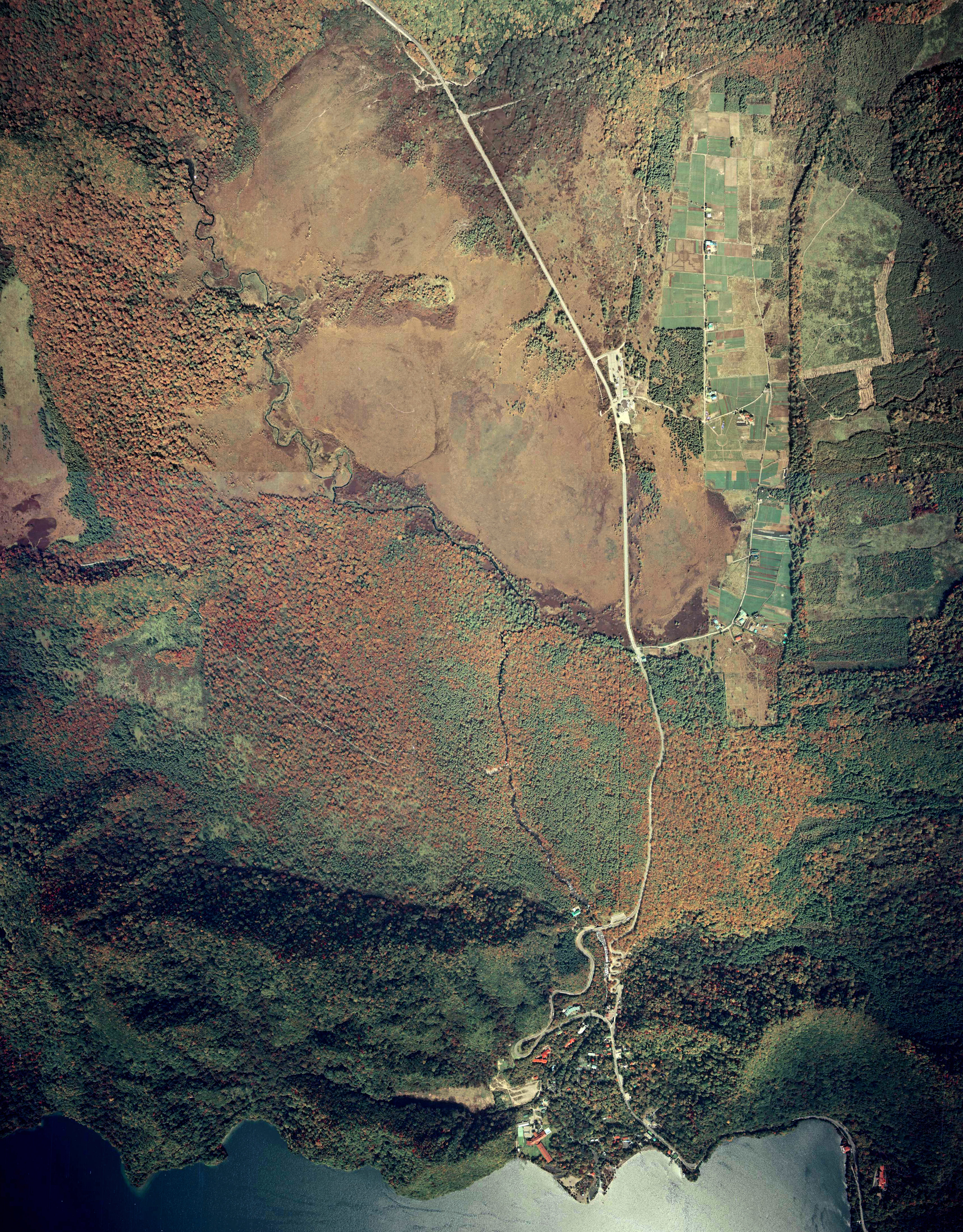
Vue aérienne de la route nationale 120 traversant Senjōgahara, au nord du lac Chūzenji.

En mai 1953, un décret, rédigé par le gouvernement de Shigeru Yoshida, précise l'article 6 de la loi sur la circulation routière de 1952, en établissant la liste de toutes les routes nationales de seconde classe. Le nom de chaque route se compose de trois chiffres (de 101 à 244) et du nom de la municipalité de départ accolée à celle d'arrivée. La route portant le no 120 se nomme ainsi : route nationale de seconde classe 120 Nikkō-Numata,.
En 1954, l'ouverture du tunnel Konsei, au col Konsei (2 034 m), ouvre la route au trafic routier.
En mars 1965, un décret du cabinet du Premier ministre Eisaku Satō annule la classification des routes nationales ; elles sont désormais toutes de première classe. L'acte législatif comprend la liste des autoroutes concernées dont la route nationale 120.

## Parcours
Exploitée par la société Central Nihon Expressway Company, la route nationale 120 s'étire sur 99,7 km d'est en ouest, de part et d'autre de la limite des deux préfectures de Tochigi et Gunma, dans le Nord-Ouest de la région de Kantō. Elle constitue la section orientale d'un plus vaste réseau routier : « l'autoroute romantique du Japon ».

### Dans la préfecture de Tochigi

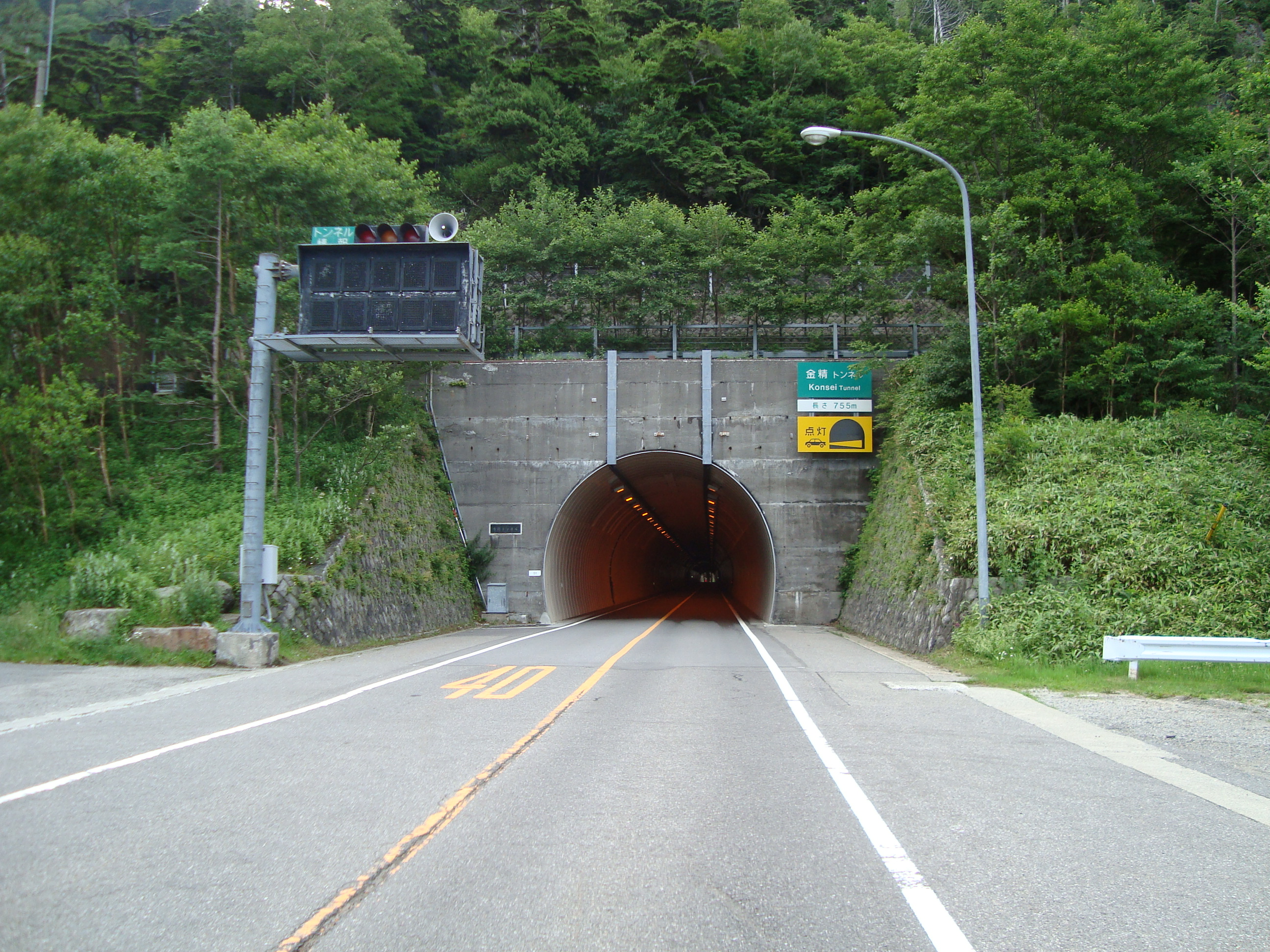
L'entrée du tunnel Konsei à Nikkō.

La route nationale 120 début dans le centre-ville de Nikkō, à une cinquantaine de mètres du Shinkyō, un pont en bois laqué marquant l'entrée du sanctuaire Futarasan. Son parcours se poursuit vers l'ouest, le long de la rivière Daiya, jusqu'à la rive nord-ouest du lac Chūzenji, où elle épouse le contour du bas du versant sud du Mont Nantai. Près de l'embouchure de la rivière Yu, elle prend la direction du nord, passe au nord-est du haut plateau Senjō et du lac Yu, et traverse, au col Konsei, le tunnel du même nom qui marque la frontière entre la préfecture de Tochigi et celle de Gunma.

### Dans la préfecture de Gunma
De Nikkō, le passage des monts Nikkō, par le tunnel Konsei, débouche dans le village de Katashina. Suivant les rives sud des étangs Suga et Maru, le parcours de la route nationale 120 s'infléchit sud-ouest jusqu'à l'hôtel de ville de Katashina. Là, la route part plein sud et entre dans la ville de Numata dans le centre-ville de laquelle son tracé se termine, non loin de la rive gauche du fleuve Tone.

## À voir aussi